# Kerkhof van Berteaucourt-les-Dames
Het kerkhof van Berteaucourt-les-Dames is een begraafplaats gelegen bij de kerk van de plaats Berteaucourt-les-Dames in het Franse departement Somme.

## Militair graven
De begraafplaats telt 3 geïdentificeerde Brits militaire graven uit de Eerste Wereldoorlog die worden onderhouden door de Commonwealth War Graves Commission, die de begraafplaats heeft ingestreven als Berteaucourt-les-Dames Churchyard.